# Петрухина, Феона Ефимовна
Феона Ефимовна Петрухина (1927—2017) — советский агроном-овощевод, бригадир по овощеводству совхоза «Пригородный» Всеволожского района Ленинградской области, Герой Социалистического Труда.

## Биография
Родилась 5 декабря 1927 года в деревне Дубовица Шумячского района Смоленской области. С 1961 года и до конца жизни — член КПСС/КПРФ.
После окончания в 1948 году овощеводческого отделения Шанталовского сельскохозяйственного техникума работала агрономом-льноводом в райсельхозотделе в с. Ершичи. В 1950 г. после сокращения отдела переведена на ту же должность в Шумячскую МТС.
В 1953 году по семейным обстоятельствам переехала в Ленинград. Некоторое время работала в тресте, затем по собственной просьбе переведена бригадиром овощеводческой бригады открытого грунта совхоза «Верево».
С 1956 года бригадир по овощеводству колхоза «Красная заря», который в 1958 году был присоединен к совхозу «Пригородный» Всеволожского района Ленинградской области.
Начиная с 1961 года её бригада занимала первое место в тресте.
Указом Президиума Верховного Совета СССР от 30 апреля 1966 года за большие успехи, достигнутые в увеличении производства овощей, присвоено звание Героя Социалистического Труда.
С 1980 по 1987 год работала экономистом совхоза «Пригородный» Всеволожского района Ленинградской области.
С 1987 года персональный пенсионер союзного значения.
Умерла 16 мая 2017 года. 
Награждена медалями, в том числе двумя золотыми, 5 серебряными и двумя бронзовыми медалями ВДНХ.